# ژاکوس روئول
 ژاکوس روئول (انگلیسی: Jacques Rohault؛ زاده ۱۶۱۸ درگذشته ۱۶۷۲) یک فیزیک‌دان اهل فرانسه و پیرو مکتب دکارت بود.